# Nogent-sur-Loir
Nogent-sur-Loir é uma comuna francesa na região administrativa do País do Loire, no departamento de Sarthe. Estende-se por uma área de 10.8 km². Em 2010 a comuna tinha 380 habitantes (densidade: 35,2 hab./km²).